# Невпокій в культурі
Невпокій в культурі (нім. Das Unbehagen in der Kultur) - твір Зиґмунда Фройда, засновника психоаналізу. Вперше книжка була написана в 1929 році й опублікована німецькою мовою у 1930 році. Досліджуючи конфронтацію між прагненням до індивідуальності й запитами суспільства, книга вважається однією з найчитаніших робіт вченого. Робота не втрачає абсолютної вартісності й в сучасності, на що вказують слова історика Пітера Гея, що оцінював "Невпокій в культурі", як одну з найвпливовіших та досліджених в області сучасної психології робіт.

## Зміст
У праці вчений висуває власну точку зору, підкреслюючи фундаментальні розбіжності між цивілізацією й особистістю. Головне загострення, за його словами, виникає через прагнення індивіда до інстинктивної свободи, тоді як цивілізація, як правило, вимагає прямо протилежне, себто обмеження інстинктивної свободи наявних в її розрахунку індивідів. Більшість примітивних й не зітлівших інстинктів людини, такі як агресія, прагнення до сексуального задоволення і так далі, можуть сильно порушувати баланс людського суспільства. Тому суспільство вигадує закони, твердо контролюючи вбивства, зґвалтування і перелюби, передбачаючи жорстокі покарання проти порушників. Цей процес, стверджує Фройд, є невіддільний і необхідний як частка цивілізаційного достатку, яка, однак, неминуче веде до почуття невдоволення у власних громадян.
Викладена теорія ґрунтується на твердженнях, що людину спонукають до дій певні інстинкти, які є вродженими й повинні бути контрольовані свідомо. Подавлення інстинктів збалансовує соціальне життя, проте породжує фрустрацію у певних колах осіб, які схильні рухатися по принципу самовдоволення, що задовольняється інстинктами.

## Історичний контекст
Потрібно розглядати вищезазначену роботу у контексті історичних подій: Перша світова війна, очевидно, повпливала на Фройда і його центральне спостереження про напруження між особистістю і цивілізацією. В країні, яка досі відновлюється після потрясінь війни, Фройд розвивав думки, що були раніше висвітлені у роботі "Майбутнє ілюзій" (1927), де наводиться критика релігійних організацій, як колективного неврозу. Фройд, затятий атеїст, стверджував, що релігія уярмила асоціальні інстинкти й привела до відчуття спільності загального набору переконань, тим самим встаючи на бік цивілізації. Проте водночас релігійні установи тягнуть за собою величезні психологічні витрати для людей, змушуючи його або її постійно знаходитися у покорені первобутного батька, обликованого Богом.

## Український переклад
Зиґмунд Фройд. Невпокій в культурі. Пер. з німецької Ю. Прохасько. — Київ: «Апріорі», 2021. — 120 с.